# What Every Woman Knows
What Every Woman Knows er en amerikansk stumfilm fra 1921 af William C. deMille.

## Medvirkende
- Lois Wilson som Maggie Wylie
- Conrad Nagel som John Shand
- Charles Stanton Ogle som Alick Wylie
- Fred Huntley som David Wylie
- Guy Oliver som James Wylie
- Winter Hall som Charles Venables
- Lillian Tucker som Sybil Tenterden
- Claire McDowell som Comtesse de la Briere
- Robert Brower som Scot Lawyer